# Транспортне забезпечення зовнішньоекономічної діяльності
Транспортне забезпечення зовнішньоекономічної діяльності (ЗЕД)  —   це система, яка складається із сукупності технічних та технологічних елементів, економічних, комерційно-правових, організаційних впливів, різних методів управління транспортними операціями у сфері обігу і споживання виробництва, обігу і споживання продукції, товарів, які перевозяться між сторонами.
Продукцією транспорту є безпосередньо сам процес переміщення товарів від виробника до споживача. В цьому й полягає суть транспортних послуг. Вони – основна ланка, що зв'язує продавця та покупця .

## Особливості транспортних послуг
1. Транспорт не виробляє нового товару чи продукту, але саме завдяки їхньому переміщенню з одного місця в інше забезпечується продовження процесу виробництва, обігу та має кінцеве місце споживання вироблених товарів. Переміщення товарів, продукції з місця виробництва до місця споживання і є тою споживчою вартістю, яку створює транспорт, його транспортні послуги.
2. Дія транспортних послуг виражається в такому корисному ефекті, який не може виникати, зберігатися і реалізуватися у відриві від транспорту. Разом з тим, виробництво транспортних послуг невідривне від їх споживання. Транспортні послуги задовольняють потреби в момент свого проявлення, тобто створення таких послуг збігається з їх споживанням.
3. Транспорт займає особливе місце в міжнародному товарообігу. З одного боку, він є необхідною умовою здійснення міжнародного розподілу праці, зовнішньоекономічних зв'язків. З іншого – транспортна індустрія виступає на світових ринках експортером своєї продукції, частково, транспортних послуг.
4. Транспортні послуги, що здійснюються в сфері ЗЕД, піддаються впливу всіх факторів, до яких належать: коливання цін на нафту, попиту і пропозиції на товари, а, відповідно, і на їх перевезення; валютного курсу; ступінь втручання держави у зовнішньоекономічну діяльність, стан політичних та економічних відносин різних держав і багато інших.

Залежно від періодичності перевезень та форми організації перевезень їх можна поділити на регулярні і нерегулярні.
Регулярні перевезення  — це перевезення вантажів та пасажирів по узгодженому графіку та типовому договору, якими визначено умови перевезень, тарифи і розклад руху транспортних засобів за визначеними маршрутами.
Нерегулярні перевезення  — це перевезення вантажів та пасажирів за індивідуальними контрактами та взаємопогодженими умовами .

## Етапи транспортного забезпечення ЗЕД
На першому етапі, до укладання контракту, необхідно:
- провести аналіз кон'юнктури ринків транспортних послуг, умов постачання товарів, рівня тарифних і фрахтових ставок (тобто вартості доставки одиниці вантажу наземним, водним або повітряним транспортом);
- визначити і конкретизувати транспортні умови і базисні умови постачання для їх включення в договір купівлі-продажу, організувати виконання цих умов;
- визначити частку витрат на транспортні операції (транспортну складову) в контрактній ціні товару;
- передбачити в кошторисі транспортні витрати.

На другому етапі, у процесі реалізації зовнішньоторговельної операції, необхідно:
- укласти договори на перевезення товарів, оформити їх відповідними транспортними документами (накладними, чартером, коносаментом);
- запланувати перевезення вантажів, що проходять через морські, річкові порти і прикордонні станції (оперативне місячне планування);
- підготувати товар до перевезення (упакувати, замаркірувати тощо);
- оформити договір транспортного страхування вантажів, одержати страховий поліс;
- підготувати й оформити технічну і товаросупровідну документацію;
- перевірити розрахункову документацію і зробити розрахунки з перевізником;
- виконати необхідні прикордонні, митні, санітарні, ветеринарні формальності;
- оформити відповідні документи: вантажну митну декларацію, паспорт угоди, необхідні сертифікати; оплатити митні збори, податки, мито;
- організувати нагляд за просуванням вантажу по всьому транспортному циклу від вантажовідправника до вантажоодержувача.

На третьому етапі, після завершення зовнішньоторговельної операції, необхідно:
- зробити додаткові взаєморозрахунки, якщо є така необхідність;
- вирішити спірні питання, якщо вони виникли між учасниками транспортного процесу;
- за необхідності пред'явити у встановленому порядку претензії і позови, оформити необхідну документацію.					Вказані етапи транспортного забезпечення організовуються і проводяться під контролем продавця і покупця товару, які обумовлюються і фіксуються у договорах у вигляді базису поставки і транспортних умов [1].

## Умови поставок товарів
При використанні транспортного забезпечення ЗЕД застосовуються базові умови поставок товарів від продавця до покупця. В них визначається:
1. Хто і за який рахунок забезпечує транспортування товарів на території країни продавця, покупця, транзитних країн.
2. Хто і за чий рахунок забезпечує перевезення товару морським, річковим і повітряним транспортом.
3. Обов'язки продавця по доставці вантажу в певне місце.
4. Обов'язки продавця по упакуванню і маркуванню товарів.
5. Обов'язки продавця по страхуванню товарів.
6. Обов'язки сторін по оформленню комерційної документації згідно з вимогами міжнародної торгівлі.
7. Заходи пов'язані зі зменшенням комерційного ризику.
8. Час і місце передачі товару від продавця до покупця.

Ці основні вимоги базових умов поставок товарів узагальнені Міжнародною торговельною палатою і зафіксовані у документі «Інкотермс-2010р.» - Міжнародні правила по тлумаченню торговельних термінів.
Інкотермс включає 4 групи і 13 базових умов поставок товарів.

I група - відправлення – «Е»

II група - основний фрахт оплачено – «Р»

III група - основний фрахт не оплачено – «С»	

IV група - прибуття – «Д»
Поруч з базовими умовами поставок важливе значення має вибір виду транспортних заходів, що забезпечують зовнішньоекономічну операцію.
Вибір виду транспорту передбачає:
- визначення змісту вантажу, що перевозиться (наприклад, товари, що швидко псуються, нафта);
- визначення відстані та маршруту перевезення вантажу;
- облік часу, необхідного для доставки вантажу транспортним засобом;
- визначення вартості перевезення товарів даним видом транспорту;
- забезпечення безпеки транспортування вантажу.

## Операції міжнародного перевезення вантажу
1.Основні:
- перевезення по території країни-експортера;
- перевезення по транзитній чи морській ділянці;
- перевезення по території країни-імпортера.

2. Супутні:
- розвантаження з одних видів транспорту і навантаження на інші в проміжних пунктах;
- тимчасове складування в проміжних пунктах;
- переоформлення в проміжних пунктах;
- виконання митних вимого та формальностей тощо.

Вантажі, що перевозяться, поділяються на генеральні, масові, та особливо режимні.
До генеральних належать різні штучні вантажі (в упаковці чи без неї). За розмірами вони поділяються на звичайні, довгомірні (понад 3 м) і негабаритні. За масою - легкі й важкі (з масою понад 5 тонн на одну вантажну одиницю).
До масових належать вантажі, що являють собою певну структурну масу яка перевозиться у великій кількості без упаковки. До них належать наливні (нафта і нафтопродукти, гази, тваринні й рослинні жири, спирти та ін.), навальні (руда, концентрати, добрива та ін.), насипні (зерно, цукор-сирець та ін.) і лісні.		
До особливо режимних належать вантажі, які зберігають і перевозять при дотриманні спеціальних правил (небезпечні вантажі, ті, що швидко псуються та ін.) . Правовою основою, яка регулює взаємовідносини вантажовласника і перевізника при здійсненні внутрішніх перевезень вантажів є Цивільний кодекс України, Господарський кодекс України, а також нормативні і законодавчі документи з окремих видів транспорту: Кодекс торговельного мореплавання, Повітряний кодекс, Статути залізничного, автомобільного, річкового транспорту, інструкції, положення відомчою характеру, прейскуранти з тарифних ставок. Умови роботи іноземних транспортних засобів на території України регламентується міжнародними угодами і конвенціями, учасницею яких є Україна. Діяльність перевізників на території СНД регулюється двосторонніми угодами. Транспортні умови договору визначають взаємовідносини сторін контрагентів у процесі перевезення вантажів. Транспортні умови визначаються у договорі купівлі-продажу у вигляді спеціального розділу, у якому передбачаються порядок перевезення вантажів, умови і терміни навантаження і розвантаження, порядок розрахунку і оплати провізних платежів, проформа чартеру, форма коносаменту та інших видів транспортних документів. У деяких випадках транспорті умови зазначаються в декількох розділах контракту. Зміст транспортних умов у кожному конкретному випадку залежить від виду транспорту, характеру товару, виду операції (експорт, імпорт), дії міжнародних угод, конвенцій, звичаїв. Обсяг і розподіл транспортних операцій в основному визначаються базисними умовами поставки.

## Транспортні умови договору купівлі-продажу
Транспортні умови договору купівлі-продажу включають:
- чинність міжнародних угод, конвенцій, звичаїв у країні;
- термін і час відвантаження;
- види і кількість товару;
- місце і порядок здачі вантажу;
- найменування пунктів перевантаження товарів;
- порядок інформації про підхід транспортних засобів у пункти, зазначені в контракті;
- норма вантажних робіт і сталійний час обробки суден під ватажними операціями;
- порядок і розмір плати за транспортування вантажів транзитом по території третіх країн у залізничному і автомобільному сполученні;
- порядок розрахунків по демериджу і диспачу;
- порядок призначення стивідорів, які здійснюють вантажні операції, агентів щодо обслуговування транспортних засобів, експедиторів з транспортно-експедиційного обслуговування зовнішньоторговельного вантажообігу;
- порядок розрахунків з посередницькими організаціями відповідно до укладених договорів комісії [1].